# Sulpiciae
Les leges Sulpiciae ('lleis Sulpícies') van ser unes antigues lleis romanes proposades per Publi Sulpici Ruf, tribú de la plebs partidari de Gai Mari. Les seves lleis van ser anul·lades després per Sul·la.